# Doves Press

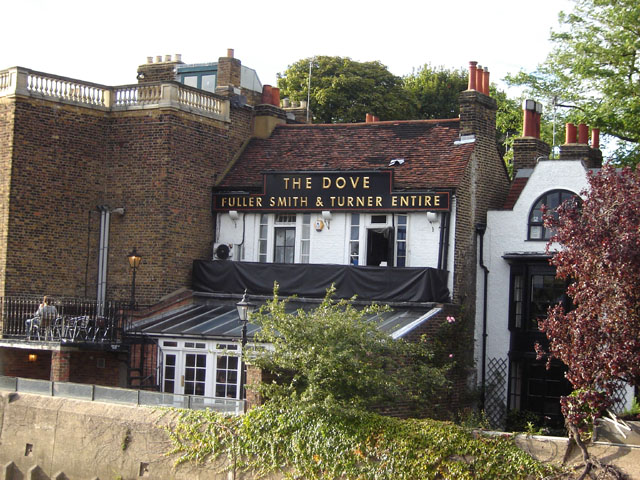
Le Dove pub à Hammersmith, encore existant, qui donna son nom à la Doves Press

La société Doves Press est une maison d'édition et imprimerie du type « presse privée », fondée en 1900, dans l'inspiration du mouvement Arts & Crafts par Thomas James Cobden-Sanderson à Hammersmith, quartier de Londres.

## Histoire
Le relieur Thomas James Cobden Sanderson crée en 1893 un atelier de reliure, la Doves Bindery (ainsi nommé en référence au vieux pub du quartier, le Dove Pub). Sous l'influence d'un autre habitant de Hammersmith, William Morris et sa Kelmscott Press. William Morris est le chef de file du mouvement Arts & Crafts, qui refuse l'industrialisation à outrance et prône le retour au travail manuel, aux matériaux précieux, à la qualité dans tous les domaines, il ouvre en 1900 sa propre maison d’édition et d’imprimerie, la Doves Press : bien qu’admirateur de William Morris, il trouve les productions de la Kelmscott trop lourdement ornementées et il n’aime pas le caractère gothique créé par Morris.

### LeDoves type
Pour créer son caractère, Sanderson fait appel à un autre de ses voisins, Emery Walker, lui-même imprimeur, graveur et photographe, passionné de typographie. Walker élabore un caractère d'après ceux de Nicolas Jenson des années 1470 : ce caractère, le Doves Type, sera le seul utilisé, dans une fonte unique de 16 points, pour les productions de la Doves Press. Le graveur des poinçons, Edward Prince, et les fondeurs des caractères sont ceux de Morris et de la Kelmscott Press.
En 1909, Walker se retire de la Doves Press, à la suite de multiples querelles. Sanderson continue seul, jusqu'en 1916 où l'entreprise ferme ses portes. Sur la propriété des Doves Types, il avait été décidé que Sanderson les utiliserait à son gré, et qu'à sa mort ils reviendraient à Walker. Mais Sanderson refuse que ses caractères finissent par être utilisés par des imprimeries industrielles. Il prend la décision de les supprimer purement et simplement, en cachette. En 1913, Il se charge nuitamment des poinçons et des matrices, et va les jeter dans la Tamise, du pont de Hammersmith. Puis de 1916 à 1917, il va jeter l’ensemble des caractères, en 170 expéditions nocturnes. Une fois, il manque de peu de tuer un marinier qui passait sous le pont.
En 2010, le créateur de caractères Robert Green décide de redessiner une version numérique du Doves Type. Ce travail est achevé en 2013, mais Green ressent le manque des ultimes éléments, les types eux-mêmes. Il fait ses recherches sur le pont de Hammersmith pour découvrir l’endroit d’où Cobden-Sanderson a jeté le contenu des casses, Une équipe de sauvetage du Port de Londres, sous sa direction, réussit en novembre 2014 à retrouver 150 types, grâce auxquels Green peut finaliser son travail. La majeure partie des types et des poinçons demeure engloutie sous des tonnes de béton par suite des travaux effectués sur les fondations du pont après des explosions de bombes déposées par l’IRA.